# Willeskopperpoort
De Willeskopperpoort is een voormalige stadspoort in de stadsmuur van Montfoort. Samen met de voormalige Heeswijkerpoort, de Waterpoort en de bewaard gebleven IJsselpoort gaf de poort toegang tot de stad. Direct achter de poort bevond zich een binnengracht, de Lieve Vrouwegracht.
De poort verloor in de loop der jaren zijn functie en werd in 1831 afgebroken. Op de plaats waar de poort heeft gestaan, is nu een kleine ronde toren gebouwd. Ook herinnert de naam van de straat nog aan de voormalige stadspoort.

## Afbeeldingen

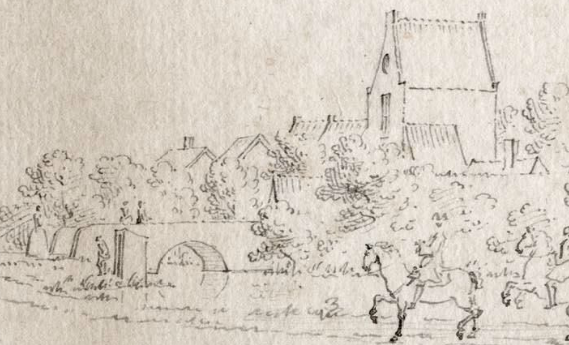
Pentekening van C. Pronk uit 1629
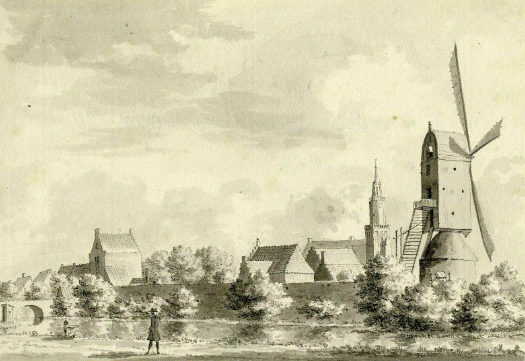
Tekening van L.P. Serrurier uit 1731
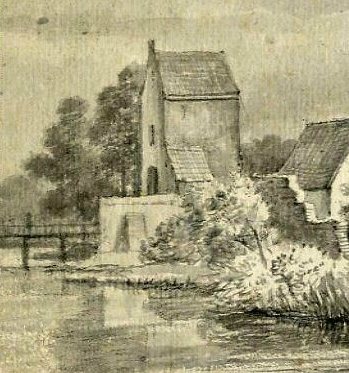
Tekening van G. Lamberts uit 1831
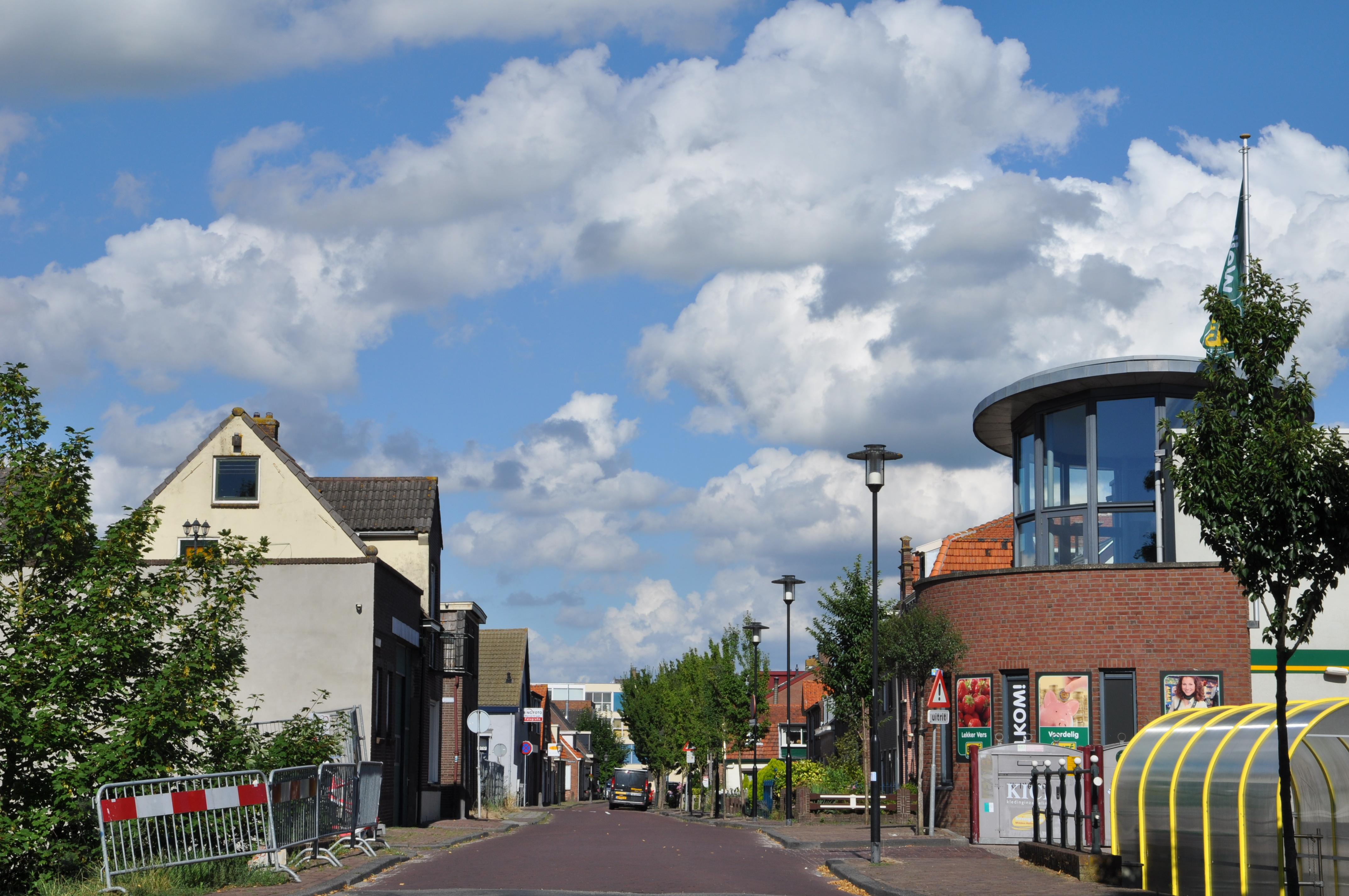
Situatie in augustus 2013

Achterstraat ·
Blindeweg ·
Bovenkerkweg ·
De Plaats ·
Doeldijk ·
Havenstraat ·
Heeswijkerpoort ·
Heilig Levenstraat ·
Hofdijk ·
Hofstraat ·
Hoogstraat ·
Julianalaan ·
Keizerstraat ·
Lieve Vrouwegracht ·
Lindeboomsweg ·
Mannenhuisstraat ·
Mastwijkerdijk ·
Molenstraat ·
Om 't Hof · 
Om 't Wedde · 
Onder de Boompjes ·
Oude Boomgaard ·
Schoolstraat  ·
Slotlaan ·
Vrouwenhuisstraat ·
Waardsedijk ·
Waterpoort ·
Willeskopperpoort ·
IJsselplein ·
IJsselkade ·
IJsselveld